# Juan Ignacio Aranda
Juan Ignacio López Aranda, más conocido como Juan Ignacio Aranda (Ciudad de México; 6 de febrero de 1962), es un actor mexicano de teatro, cine y televisión, hijo del también actor Ignacio López Tarso. Está casado con Leticia Montaño, directora de la Academia de Arte Teatral.

## Trayectoria
Inició su capacitación en el Centro de Arte Dramático (CADAC) en 1978, también estudió en The Cockpit Arts Workshop y en The City Lit Londres, en el Centro Universitario de Teatro de la UNAM y en United States International University en San Diego, California.
Debuta en cine bajo la Dirección de Alejandro Galindo en El color de nuestra piel en 1981.
Entre sus actuaciones en teatro destacan: La Falsa Crónica de Juana la Loca, Hamlet, Beau Jest, Drácula, El Alcalde de Zalamea, El fantasma del Hotel Alsace, Macario, el ahijado de la muerte y Carlota Emperatriz entre más de treinta obras profesionales.
Su carrera cinematográfica cuenta con más de quince títulos como: El otro, Camaroneros, Fidel, Dimensiones Ocultas y El crimen del padre Amaro, entre otros. 
En televisión ha participado en Los años felices, La fuerza del amor, Pueblo chico, infierno grande, Vivan los niños (donde compartió escenas junto a su padre), La madrastra y La esposa virgen, entre más de veinte telenovelas, teleteatros y programas unitarios.
En 1983, es la Revelación Teatral del año por Fuenteovejuna y Mejor Co-actor por El fantasma del Hotel Alsace en 2002 y por El alcalde de Zalamea en 2003. En 2008 recibe Mejor co-actuación por Macario, el ahijado de la muerte.
Fue director académico y docente en la Academia de Arte Teatral en el Centro Cultural San Fernando.

## Filmografía

### Series de TV
- El dragón (2018) .... Zaragoza
- Silvia Pinal, frente a ti (2019) .... Miguel Contreras Torres
- Como dice el dicho (2013-2018) .... 9 episodios
- Dios Inc. (2016) .... Lic. Antonio Mondragón
- "El Chema" (2016) .... Ramiro Silva de la Garza
- "El señor de los cielos" (2015) .... Ramiro Silva de la Garza
- El encanto del águila (2011) .... Félix Díaz
- Hidalgo, la historia jamás contada (2010) .... José Quintana
- El Pantera (2008-2009) .... Senador
- La rosa de Guadalupe (2008) .... 2 episodios
- El amor nunca tiene la culpa .... Esteban
- Mujer, casos de la vida real (2000-2004) .... 6 episodios

### Telenovelas
- Porque el amor manda (2012-2013) .... Máximo Valtierra Treviño"
- Mar de amor (2009-2010) .... Fiscal
- Juro que te amo (2008-2009)
- Querida enemiga (2008) .... Lic. Gabriel Mendoza
- Alma de hierro (2008-2009) .... Simón
- La esposa virgen (2005) .... Dante
- La madrastra (2005) .... Juez de Aruba
- Mariana de la noche (2003-2004) .... Dr. Jorge Lozano
- De pocas, pocas pulgas (2003) .... Julián Montes (joven)
- Vivan los niños (2002-2003) .... Ricardo Ricardi
- Así son ellas (2002-2003) .... Carlos
- Entre el amor y el odio (2002) .... Facundo
- Pueblo chico, infierno grande (1997) .... Baldomero Irepán
- Canción de amor (1996)
- Imperio de cristal (1994-1995) .... Flavio Fernández
- Triángulo (1992) .... Willy Linares
- La fuerza del amor (1990-1991) .... Rodolfo
- Simplemente María (1989-1990) .... Pablo Alvear (en los créditos no aparece)
- Los años felices (1984-1985) .... Jorge

### Películas
- Obediencia Perfecta (2014) .... Padre Galaviz
- Morelos (2012) .... Hermenegildo Galeana
- Chiapas, el corazón del café (2012) .... Monseñor
- El crimen del Padre Amaro (2002) .... Chato Aguilar
- Fidel (2002) .... Alberto Bayo
- Amor intelectual (1996)
- Semillas de tragedia (1991)
- Codicia mortal (1991)
- Sentencia de muerte (1990)
- Los camaroneros (1988)
- Dimensiones Ocultas (1988) .... Tony
- Mission Kill (1986)
- Narcotráfico (1985) .... David Salazar
- El otro (1986)
- El color de nuestra piel (1981)[2]